# Melolobium wilmsii
Melolobium wilmsii es una especie de planta floral del género Melolobium, tribu Genisteae, familia Fabaceae.

## Distribución
Se distribuye por KwaZulu-Natal y provincias del norte.

## Taxonomía
Fue descrita por Harms y publicada en Botanische Jahrbücher für Systematik, Pflanzengeschichte und Pflanzengeographie 26: 283 (1899).